# Casco Gallet F2

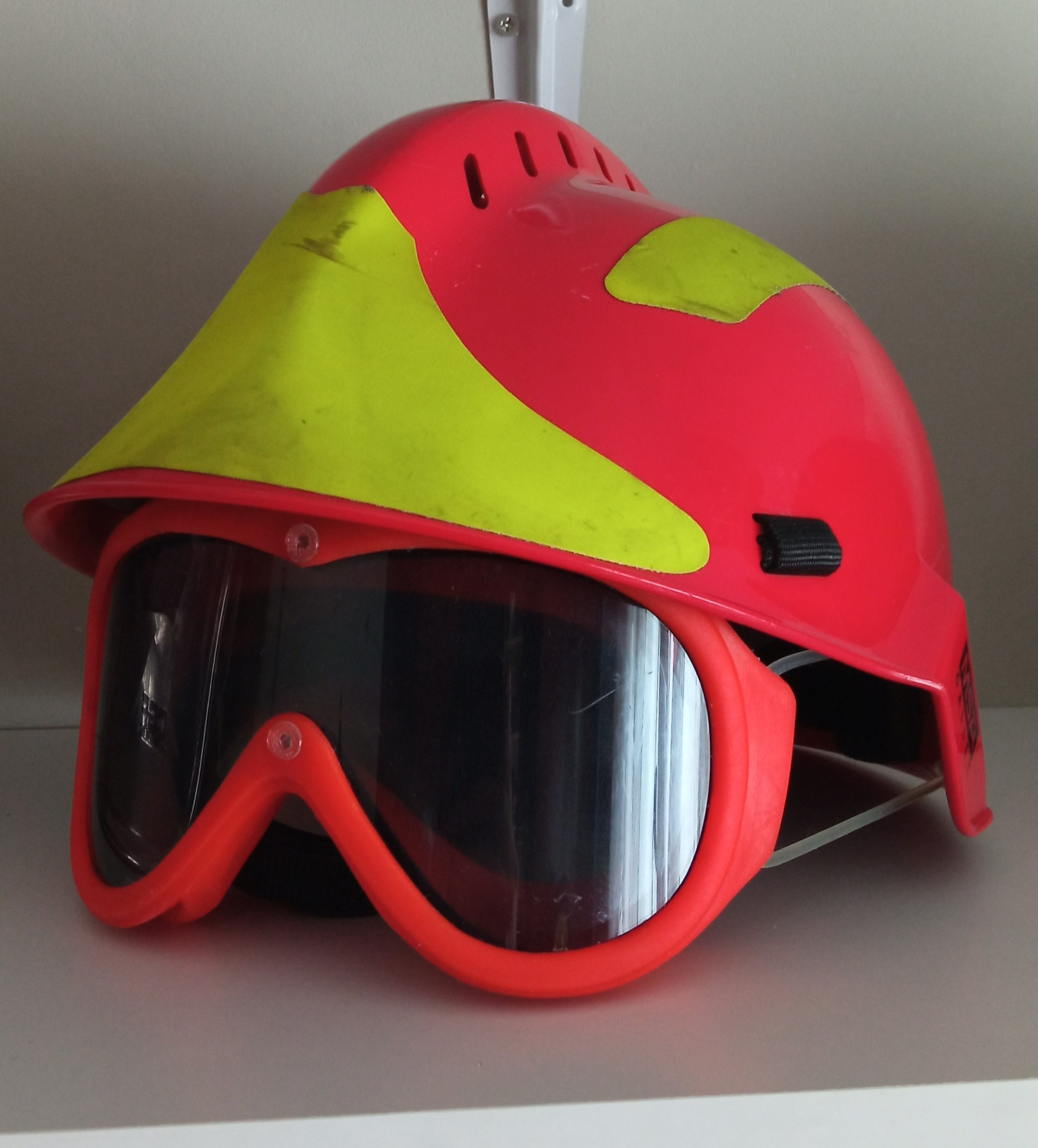
Casco CGF Gallet F2 del año 2005 Bomberos de la Comunidad de Madrid

El casco Gallet F2 es un casco de termoplástico utilizado por bomberos franceses y asociaciones de primeros auxilios de seguridad civil homologadas. Se adapta a aplicaciones como incendios forestales, accidentes de tráfico, búsquedas, rescates en entornos peligrosos, desastres naturales, rescates urbanos, etc.

## Historia
Fue diseñado por CGF Gallet en el año 1990. En el año 2002, la empresa estadounidense MSA compró CGF Gallet. Tres años, después, en 2005, MSA lanzó el Gallet F2 X-TREM, con mejor ventilación que su predecesor y cuenta con triple certificación: (EN12492) casco de montañismo con barboquejo de 3 puntos, (EN16471 - EN16473) casco para combate de incendios forestales y rescate técnico y (EN166) con gafas de protección MSA Responder.
El casco incorpora dos capas de espuma de poliuretano para absorber los impactos.

### Incendios forestales
Tiene todas las ventajas de un casco creado originalmente para combatir incendios forestales y está equipado con un sistema de ventilación, gafas protectoras y bandas retrorreflectantes. Además, es más ligero que el casco F1 , lo que proporciona una comodidad adicional para los bomberos.

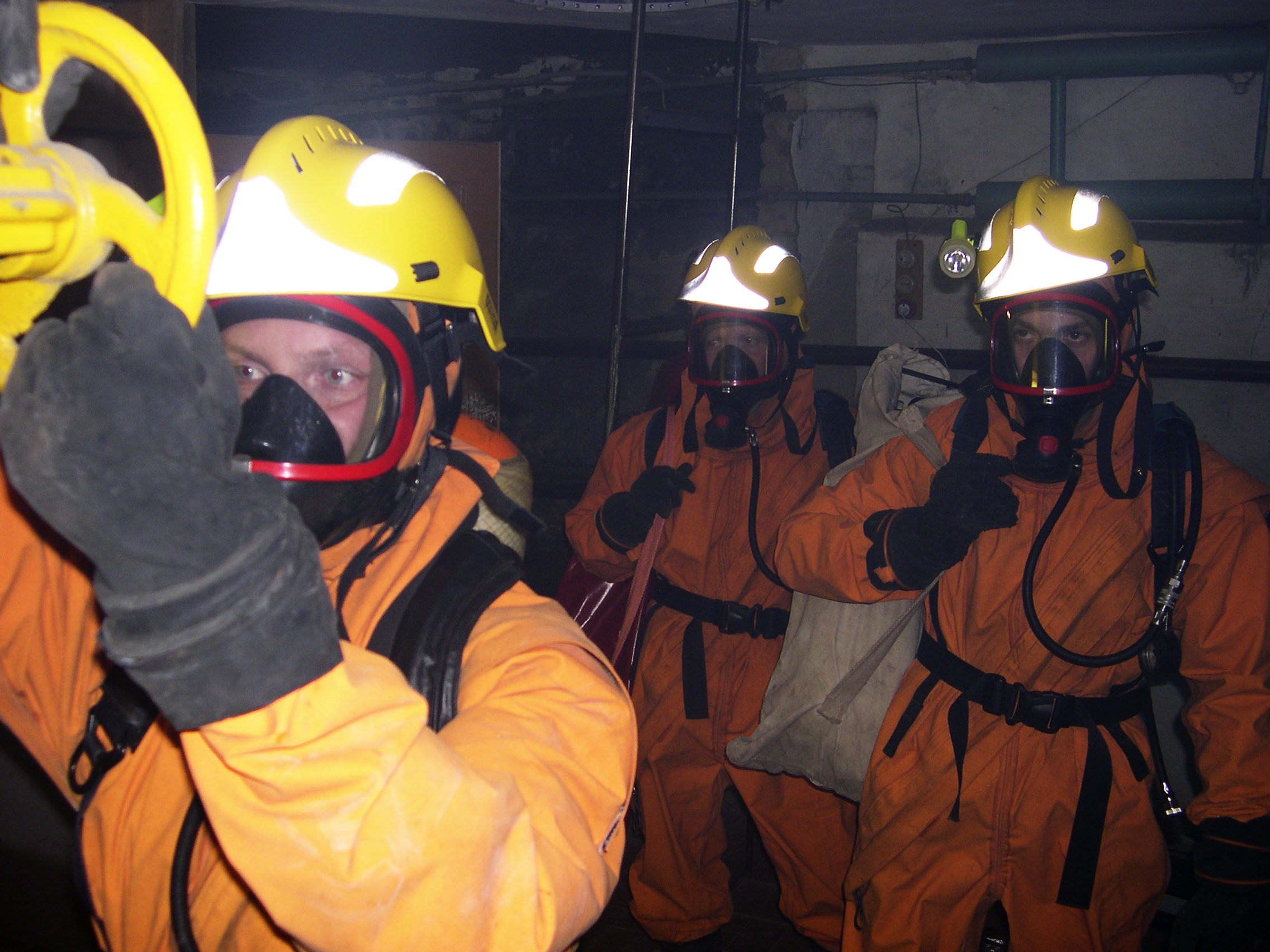
Clases en el departamento de GSSiF.

### Accidentes de tráfico
Combinando protección y ergonomía, el casco F2 puede cumplir con todas las funciones necesarias para las operaciones de primeros auxilios. Sin necesariamente tener gafas, se corresponde perfectamente con las múltiples situaciones de intervenciones de emergencia en las carreteras.

### Rescates en entornos peligrosos y desastres naturales
Gracias a su sistema de ventilación y su barbijo específico de 3 puntos, puede intervenir en operaciones de rescate en entornos peligrosos.